# 藤井美登利
藤井 美登利（ふじい みどり）は、絹文化研究家。NPO法人川越きもの散歩代表。「川越むかし工房」を主催し、埼玉県川越市の町雑誌『小江戸ものがたり』編集長をつとめる。東京国際大学非常勤講師「観光ガイド実習」担当。
埼玉県共助仕掛人（市民活動コーディネーター）。さいたま絹文化研究会（秩父神社・高麗神社・川越氷川神社により結成）会報担当。

## 人物
東京に生まれ、欧州の航空会社に10年勤務し、東京とロンドンを往復する生活を過ごす。その際、イギリスでは伝統を重んじて200年前の街並みがそのまま残っているのに対し、バブル期の絶頂にあった日本では街並みが変貌していくことに疑問を感じる。そうしたなか、観光で訪れた川越の蔵造りの町並みに魅了され、東京浅草から川越に転居。愛読していた谷中・根津・千駄木の町雑誌『谷根千』の主宰者・森まゆみの勧めにより、2001年に川越むかし工房を設立、町雑誌『小江戸ものがたり』を創刊する。以後、川越のまちづくり運動や、伝統文化保存活動を積極的に展開する。
2009年には、NPO法人川越きもの散歩を設立し、きもので川越を始めとする埼玉の街歩きをしながら、伝統文化の保存を提唱する。この運動の活動は、2016年に『埼玉きもの散歩』（さきたま出版会）としてまとめられた。なお2017年にさいたま市に設立されたNPO法人さいたま着物さんぽとは直接の関係はないようだが、これも藤井の活動の影響があるものと考えられる。
そのほか、これまでかかわった活動には、川越織物市場保存運動、川越きものの日実行委員会、埼玉織物サミット勉強会（平成19年度埼玉県NPO基金助成事業）、埼玉のブランド繭での顔の見えるきもの作り（平成21年度埼玉県NPO基金助成事業）絹と木綿のものがたりフォーラム・糸でつながるまちづくり（平成28年度埼玉県NPO基金助成事業）などがある。2017年12月には、NHKのラジオ番組「ラジオ深夜便」に出演した。

## 委員会・パネリストなどの経歴
- 川越市広報委員会委員
- 国土交通省「美しい国づくりシンポジウム」パネリスト
- 住総研江戸東京フォーラム「川越のまちづくりと歴史的建造物の活用」（2008年）
- 埼玉県立歴史と民俗の博物館協議会委員（2008年～12年）
- 埼玉県文化芸術拠点創造事業委員会委員（2014年～）
- 埼玉県まち・ひと・しごと創生有識者会議委員（2014年～
- 川越市協働事業審査委員会委員（2015年～

## 受賞歴
- 埼玉県人会善行賞受賞（2014年）
- 筑波大学茗渓会茗渓賞受賞（2014年）。

## 著書
- 『埼玉きもの散歩 絹の記憶と手仕事を訪ねて』（さきたま出版会、2016年）